# أندرو ميرفي
أندرو ميرفي (بالإنجليزية: Andrew Murphy) هو منافس ألعاب قوى أسترالي، ولد في 18 ديسمبر 1969 في ملبورن في أستراليا.

## وصلات خارجية
- أندرو ميرفي على موقع الاتحاد الدولي لألعاب القوى (الإنجليزية)
- أندرو ميرفي على موقع النتائج التاريخية لألعاب القوى الأسترالية (الإنجليزية)
- أندرو ميرفي على موقع اللجنة الأولمبية الدولية (الإنجليزية)
- أندرو ميرفي على موقع أوليمبيديا (الإنجليزية)
- أندرو ميرفي على موقع اللجنة الأولمبية الأسترالية (الإنجليزية)